# Czarne Brygady
Czarne Brygady (wł. Brigate Nere) – faszystowskie grupy paramilitarne działające we Włoskiej Republice Socjalnej (w dzisiejszych północnych Włoszech) w ostatnich latach II wojny światowej, po kapitulacji Włoch w 1943 roku.

## Historia
Benito Mussolini został zaaresztowany po tym, jak Wielka Rada Faszystowska, ze wsparciem ze strony króla Wiktora Emanuela III, odsunęła go od władzy i rozpoczęła negocjacje z aliantami na temat zakończenia udziału Włoch w wojnie. Mussolini został jednak uratowany przez niemieckich komandosów pod dowództwem Otto Skorzeny'ego i mianowany prezydentem Włoskiej Republiki Socjalnej – marionetkowego państwa północnowłoskiego, w rzeczywistości okupowanego i zarządzanego przez wojska niemieckie.
Po tym, jak rozwiązano Milizia Volontaria per la Sicurezza Nazionale (MVSN, znane także jako Czarne Koszule), 8 grudnia 1943 roku powołano do życia nową organizację paramilitarną, Guardia Nazionale Repubblicana. Składała się ona z karabinierów, byłych żołnierzy i innych osób wciąż lojalnych względem sprawy faszystowskiej.
Czarne Brygady zostały utworzone na jej bazie przez członków Faszystowskiej Partii Republikańskiej 30 czerwca 1944 roku. Walczyły one nie tylko z aliantami i włoskimi partyzantami, ale także przeciwko politycznym wrogom lub takim osobom, których poparcie dla faszyzmu było wątpliwe.
Czarne Brygady nie były tak naprawdę oddziałami wielkości brygady, ale raczej słabego batalionu lub mocnej kompanii liczących po 200–300 osób. Istniało 41 takich oddziałów (ponumerowanych kolejno) i 8 oddziałów zmotoryzowanych (ponumerowanych 1–7 plus Druga Brygada Arditi). Ich członkowie nosili standardowe mundury armii włoskiej, choć często także ubierali się w czarne swetry oraz szarozielone spodnie i nosili insygnia w kształcie trupiej główki. Niejednokrotnie ich członkowie działali także w ubraniach cywilnych.
Czarne Brygady miały pełnić głównie funkcje żandarmerii wojskowej: strzec porządku publicznego i zwalczać partyzantów. W praktyce niski stopień dyscypliny oraz rekrutowanie nowych członków z marginesu społecznego doprowadziły do przekształcenia się wielu oddziałów w grupy przestępcze, które były znienawidzone nawet przez Niemców; gen. Fridolin von Senger und Etterlin nazwał Czarne Brygady „prawdziwą plagą”.

## Stopnie
W Czarnych Brygadach nie było stopni wojskowych w ścisłym tego słowa znaczeniu, a jedynie oznaczenia, jakim oddziałem dowodzi dany żołnierz w formie kolorowych sznurków noszonych na prawym ramieniu:
 Dowódca Brygady (Comandante di Brigata)
 Dowódca Batalionu i Zastępca Dowódcy Brygady (Comandante di Battaglione o Vice-Comandante di Brigata)
 Dowódca Kompanii (Comandante di Compagnia)
 Dowódca Plutonu (Comandante di Plotone)
 Dowódca Drużyny (Comandante di Squadra)